# Đi tìm ẩn số
Đi tìm ẩn số là một chương trình trò chơi truyền hình do Hãng phim Truyền hình Thành phố Hồ Chí Minh (TFS) và công ty Kiết Tường phối hợp sản xuất, dựa theo định dạng của chương trình Miljoenenjacht (tên tiếng Anh: Deal or No Deal) của hãng Endemol. Chương trình được phát sóng trên kênh HTV7 vào lúc 10:00 sáng chủ nhật hàng tuần, và là một phần trong chuyên mục Tạp chí văn nghệ phát sóng thường kỳ vào ngày chủ nhật. Nghệ sĩ Thanh Bạch là người dẫn dắt chương trình này trong suốt thời gian phát sóng.
Kể từ khi ra mắt vào ngày 19 tháng 6 năm 2005, Đi tìm ẩn số được dựa theo định dạng của phiên bản Úc, với 20 chiếc cặp do những người mẫu giữ và giải thưởng cao nhất trị giá 50.000.000 đồng. Từ ngày 18 tháng 6 năm 2006 đến ngày 24 tháng 9 năm 2017, chương trình tuân theo định dạng của Hoa Kỳ (và một phần theo phiên bản gốc tại Hà Lan) với 26 chiếc cặp chứa các giải thưởng từ 1.000 đồng đến 100.000.000 đồng.

## Luật chơi

### Chuẩn bị
21 thí sinh ban đầu đã được tuyển chọn từ trước và được ngồi ở khu vực dành riêng cho họ trên sân khấu, tuy nhiên chương trình chỉ bắt đầu sau khi có đủ 26 thí sinh để tương ứng với 26 chiếc cặp. Vào đầu chương trình, năm thí sinh còn lại sẽ được hệ thống máy tính lựa chọn ngẫu nhiên trong số các khán giả có mặt tại trường quay (một số chương trình có thể bỏ qua phần này). Khi tiến hành chọn thí sinh từ trường quay, người dẫn chương trình thường đề nghị khán giả kiểm tra lại vị trí ngồi của mình để xác nhận xem lựa chọn máy tính có khớp với vị trí của họ không. Từ ngày 10 tháng 7 năm 2016, tất cả 26 thí sinh đều được tuyển đủ vào cuộc thi.
Trong phiên bản cũ, chương trình tuyển 20 thí sinh, trong đó có 19 thí sinh đăng ký và 1 khán giả may mắn được lựa chọn ngẫu nhiên.

### Vòng 1
Các thí sinh trả lời năm câu hỏi dưới hình thức trắc nghiệm thuộc nhiều lĩnh vực khác nhau. Mỗi câu hỏi có bốn phương án trả lời A, B, C và D, với thời gian suy nghĩ và trả lời là 5 giây. Thí sinh trả lời câu hỏi bằng cách nhấn một trong bốn phím A, B, C, và D trên bàn phím ngay trước mặt. Trả lời đúng câu hỏi, mỗi thí sinh ghi được số điểm bằng với số thí sinh đã trả lời sai trong câu hỏi đó; trả lời sai không có điểm. Câu hỏi càng có ít người trả lời đúng thì điểm số mà những người trả lời đúng nhận được càng cao.
Sau câu hỏi đầu tiên, hai thí sinh trả lời đúng và nhanh nhất sẽ được người dẫn chương trình công bố tên, đồng thời bảng điểm của cả 26 thí sinh sẽ hiện ra. Sau câu hỏi thứ tư, bốn thí sinh có số điểm cao nhất sẽ được đọc tên; hai người có số điểm cao nhất sau cả năm câu hỏi sẽ bước vào vòng 2. Trong trường hợp có nhiều thí sinh bằng điểm, thí sinh có thời gian trả lời các câu hỏi nhanh nhất sẽ được chọn.

### Vòng 2
Hai thí sinh vượt qua vòng 1 sẽ đứng đối diện với nhau, trước mặt có hai chiếc chuông và một đèn màu lớn ở giữa. Trong vòng 5 giây, cả hai phải đưa ra quyết định có bấm chuông để nhận một phần thưởng cố định dành cho họ hay không, trong khi trường quay tắt đèn và đèn màu lớn phát tín hiệu. Người nào bấm chuông trước sẽ nhận được giải thưởng cố định là 3.000.000 đồng (ở phiên bản cũ là 1.500.000 đồng) và chấp nhận rời cuộc chơi, còn người còn lại được lọt vào vòng thi cuối cùng.
Nếu không có thí sinh nào nhấn chuông, người dẫn chương trình sẽ đưa ra một câu hỏi, thường là một bài toán với yêu cầu điền số thích hợp vào dấu chấm hỏi và các phép tính cộng, trừ, nhân, chia đơn giản. Hai thí sinh bấm chuông để giành quyền trả lời câu hỏi sau hiệu lệnh của người dẫn chương trình, thí sinh nào trả lời đúng sẽ giành quyền vào vòng thi đặc biệt. Trả lời sai, không có câu trả lời sau 3 giây kể từ khi bấm chuông hoặc trả lời nhưng không bấm chuông, thí sinh sẽ phải ra về mà không có tiền thưởng và thí sinh còn lại mặc định được quyền đi tiếp.
Từ ngày 17 tháng 7 năm 2016, không còn giải thưởng cố định, vòng này chỉ đưa ra bài toán nhằm xác định thí sinh lọt vào vòng cuối cùng.

### Vòng cuối
Đây là phần chính trong toàn bộ chương trình, dành riêng cho một thí sinh duy nhất đã vượt qua cả hai vòng thi (với những số có người nổi tiếng tham dự, chương trình sẽ chỉ diễn ra từ vòng này). Trong vòng này, thí sinh sẽ được nhìn thấy 26 chiếc cặp và đồng thời được biết giá trị tổng thể của chúng. Các chiếc cặp có giá trị nhỏ nhất là 1.000 đồng và lớn nhất là 100.000.000 đồng (phiên bản cũ có 20 chiếc cặp, với giá trị nhỏ nhất là 1 đồng và giá trị lớn nhất là 50.000.000 đồng) và được sắp xếp ngẫu nhiên cho từng chiếc cặp; thí sinh sẽ không thể biết được giá trị cụ thể của mỗi chiếc cặp là bao nhiêu cho đến khi chiếc cặp đó được mở ra. Thí sinh phải lựa chọn một chiếc cặp nào đó làm "chiếc cặp bí mặt" cho riêng họ, và nó sẽ được giữ kín cho đến khi vòng thi kết thúc.
Thí sinh bắt đầu bằng cách chọn lần lượt 6 chiếc cặp trong tổng số 25 chiếc cặp còn lại (ở phiên bản cũ, thí sinh chọn 5 chiếc cặp trong 19 chiếc cặp còn lại) và cố gắng chọn đúng các chiếc cặp có giá trị càng thấp càng tốt. Sau khi đã mở 6 chiếc cặp đầu tiên, ngân hàng sẽ tiến hành chào giá để mua chiếc cặp mà người chơi đang giữ; với mỗi một lần chào giá, ngân hàng đưa ra một số tiền cụ thể và thông báo số tiền này đến người dẫn chương trình thông qua hệ thống điện thoại. Sau đó, người dẫn chương trình sẽ thông báo cho người chơi về mức giá mà ngân hàng đã đề nghị, đồng thời mở nắp của nút bấm và hỏi người chơi một câu duy nhất "chấp nhận hay không chấp nhận". Nếu thí sinh quyết định bấm nút để "chấp nhận" mức chào giá của ngân hàng, cuộc chơi kết thúc và họ sẽ ra về với số tiền thưởng đã chấp nhận. Trong trường hợp từ chối với đề nghị của ngân hàng, thí sinh phải đóng nắp của nút bấm (đồng nghĩa với việc "không chấp nhận") và đi tiếp với chiếc cặp mà thí sinh đã chọn từ ban đầu.
Ở các lượt tiếp theo, số lượng chiếc cặp phải chọn sẽ giảm dần cho đến 1, cứ mỗi lần thí sinh đã chọn đủ các chiếc cặp thì ngân hàng lại tiếp tục chào giá, và quá trình "chấp nhận hay không chấp nhận" của thí sinh cũng được lặp lại. Nếu thí sinh chọn được nhiều chiếc cặp có giá trị càng thấp thì ngân hàng sẽ chào giá càng cao, và ngược lại. Ngân hàng không bao giờ đưa ra mức giá cao hơn giá trị của chiếc cặp cao nhất chưa được chọn hoặc thấp hơn giá trị của chiếc cặp thấp nhất chưa được chọn.
Sau khi đã chọn xong 18 chiếc cặp, tức là qua bốn lần chào giá (ở phiên bản cũ là 12 chiếc cặp, ứng với ba lần chào giá), mỗi khi thí sinh lựa chọn chiếc cặp có số thứ tự nào thì thí sinh có số thứ tự đó phải đưa ra dự đoán cho giá trị của chiếc cặp, nếu đoán đúng thì thí sinh có số thứ tự của chiếc cặp sẽ được nhận một khoản tiền thưởng tương úng:
- 8 chiếc cặp (còn lại 8 giá trị): 1.200.000 đồng (ở phiên bản cũ là 600.000 đồng).
- 7 chiếc cặp (còn lại 7 giá trị): 1.000.000 đồng (ở phiên bản cũ là 500.000 đồng).
- 6 chiếc cặp (còn lại 6 giá trị): 800.000 đồng (ở phiên bản cũ là 400.000 đồng).
- 5 chiếc cặp (còn lại 5 giá trị): 600.000 đồng (ở phiên bản cũ là 300.000 đồng).
- 4 chiếc cặp (còn lại 4 giá trị): 400.000 đồng (ở phiên bản cũ là 200.000 đồng).
- 3 chiếc cặp (còn lại 3 giá trị): Bộ phận kỹ thuật lựa chọn ngẫu nhiên hai khán giả có mặt tại trường quay để dự đoán giá trị của hai chiếc cặp mà người mẫu sắp mở, nếu đoán đúng sẽ nhận tiền thưởng trị giá 500.000 đồng (ở phiên bản cũ là 250.000 đồng).
- 2 chiếc cặp (còn lại 2 giá trị): Bộ phận kỹ thuật lựa chọn ngẫu nhiên hai khán giả có mặt tại trường quay để dự đoán giá trị của chiếc cặp ban đầu mà thí sinh đang nắm giữ, nếu đoán đúng sẽ nhận tiền thưởng trị giá 500.000 đồng (ở phiên bản cũ là 250.000 đồng). Nếu cả hai khán giả đều đoán đúng thì họ sẽ được chia đều số tiền thưởng.

Sau khi thí sinh "không chấp nhận" tất cả những lần chào giá của ngân hàng và toàn bộ 25 chiếc cặp trên sân khấu đều đã được mở, giá trị của chiếc cặp bí mật sẽ được công bố. Thí sinh sẽ ra về với số tiền thưởng tương ứng với giá trị bên trong chiếc cặp mà họ đã chọn từ đầu. Khi chấp nhận, thí sinh vẫn mở tiếp các cặp còn lại nhưng chỉ mang tính thủ tục song người chơi sẽ không còn quyền chấp nhận hay không chấp nhận đối với những mức giá đó.

## Giá trị của các chiếc cặp
| 20 chiếc cặp                                    |            |
| 1                                               | 500.000    |
| 50                                              | 1.000.000  |
| 100                                             | 1.500.000  |
| 500                                             | 2.000.000  |
| 1.000                                           | 2.500.000  |
| 5.000                                           | 5.000.000  |
| 10.000                                          | 7.500.000  |
| 25.000                                          | 10.000.000 |
| 50.000                                          | 25.000.000 |
| 100.000                                         | 50.000.000 |
| Tổng giá trị của các chiếc cặp: 105.191.651 VNĐ |            |

| 26 chiếc cặp                                    |             |
| 1.000                                           | 1.000.000   |
| 2.500                                           | 1.250.000   |
| 5.000                                           | 1.500.000   |
| 7.500                                           | 2.000.000   |
| 10.000                                          | 3.000.000   |
| 15.000                                          | 4.000.000   |
| 20.000                                          | 5.000.000   |
| 25.000                                          | 10.000.000  |
| 50.000                                          | 15.000.000  |
| 75.000                                          | 20.000.000  |
| 100.000                                         | 25.000.000  |
| 250.000                                         | 50.000.000  |
| 500.000                                         | 100.000.000 |
| Tổng giá trị của các chiếc cặp: 238.811.000 VNĐ |             |

## Thống kê

### Giá trị
- Giá trị thắng cao nhất - thấp nhất
  - Không chấp nhận: 100.000.000 đồng (14/02/2010, 25/12/2011, 22/07/2012, 27/07/2014, 28/06/2015, 28/02/2016, 03/09/2017) - 1.000 đồng (ngày phát sóng: 07/02/2016, 26/03/2017, 02/07/2017, 16/07/2017)
  - Chấp nhận: 25.480.000 đồng (11/07/2010) - 68.000 đồng (10/02/2013)
- Mức giá cao nhất - thấp nhất ngân hàng từng chào: 75.411.000 đồng (25/12/2011) - 2.000 đồng (09/08/2015)

### Người chiến thắng
Đã có 10 người giành được giải thưởng cao nhất trong chương trình Đi tìm ẩn số (một người đạt 50.000.000 đồng trong năm đầu tiên, 9 người còn lại đạt 100.000.000 đồng). Dưới đây là danh sách (không đầy đủ) bao gồm những người từng chiến thắng trong chương trình (người chơi là người nổi tiếng được in đậm).
| Tên thí sinh           | Ngày phát sóng      | Cặp số   | Mức chào giá cuối cùng | Giá trị còn lại | Giá trị chiến thắng |
| ---------------------- | ------------------- | -------- | ---------------------- | --------------- | ------------------- |
| Không rõ               | 4 tháng 9 năm 2005  | Không rõ | 25.998.000 đồng        | 1 đồng          | 50.000.000 đồng     |
| Thanh Xuân             | 14 tháng 2 năm 2010 | Không rõ | Không rõ               | Không rõ        | 100.000.000 đồng    |
| Lê Bình                | 1 tháng 1 năm 2012  | 23       | 75.411.000 đồng        | 50.000.000 đồng | 100.000.000 đồng    |
| Nguyễn Thụy Minh Trang | 15 tháng 7 năm 2012 | 3        | 40.010.000 đồng        | 25.000 đồng     | 100.000.000 đồng    |
| Lâm Mỹ Vân             | 28 tháng 6 năm 2015 | Không rõ | Không rõ               | Không rõ        | 100.000.000 đồng    |
| Nguyễn Thị Đào         | 28 tháng 2 năm 2016 | 15       | 26.100.000 đồng        | 20.000.000 đồng | 100.000.000 đồng    |
| Giáng Tiên             | 3 tháng 9 năm 2017  | 6        | 18.340.000 đồng        | 75.000 đồng     | 100.000.000 đồng    |

### Những thí sinh đã từng chọn ra giá trị cao nhất
Một số thí sinh đã từng chọn ra chiếc cặp có giá trị cao nhất (100.000.000 đồng) nhưng không nhận được số tiền này vì đã chấp nhận một mức giá đã được ngân hàng chào trước đó.
| Tên thí sinh       | Ngày phát sóng                      | Cặp số | Mức chào giá đã chấp nhận | Giá trị còn lại | Ghi chú |
| ------------------ | ----------------------------------- | ------ | ------------------------- | --------------- | --- |
| Miên Trường        | Cuối năm 2007                       | 20     | 23.700.000 đồng           | 1.000.000 đồng  | Trước khi thí sinh này chấp nhận, trên màn hình còn lại 4 giá trị: 5.000 đồng, 500.000 đồng, 1.000.000 đồng và 100.000.000 đồng. Sau khi thí sinh này loại bỏ giá trị 5.000 đồng, ngân hàng chào giá cho thí sinh này trị giá 23.700.000 đồng. Mức chào giá chào cuối cùng nếu chưa chấp nhận là 51.000.000 đồng. |
| Nghệ sĩ Mỹ Dung    | 30 tháng 12 năm 2007                | 18     | 23.800.000 đồng           | 1.000.000 đồng  | Trước khi chấp nhận, trên màn hình còn lại 3 giá trị: 1.000.000 đồng, 1.250.000 đồng, 100.000.000 đồng. Sau khi ngân hàng chào giá 23.800.000 đồng, thí sinh này đã nghe lời người hỗ trợ và chấp nhận. Mức chào giá cuối cùng nếu chưa chấp nhận là 45.000.000 đồng.                                             |
| ?                  | 11 tháng 5 năm 2008                 | 4      | 23.500.000 đồng           | 1.500.000 đồng  | Trước khi chấp nhận, trên màn hình còn lại 3 giá trị: 1.000 đồng, 1.500.000 đồng, 100.000.000 đồng. Sau khi ngân hàng chào giá 23.500.000 đồng, thí sinh này đã nghe lời người hỗ trợ và chấp nhận. Mức chào giá cuối cùng nếu chưa chấp nhận là 51.000.000 đồng.                                                 |
| Huệ Anh            | 24 tháng 8 năm 2008                 | 14     | 13.200.000 đồng           | ?               | Trước khi thí sinh này chấp nhận, trên màn hình còn lại 4 giá trị: 50.000 đồng, 500.000 đồng, 1.500.000 đồng và 100.000.000 đồng. |
| Hồng Hạnh          | Giữa năm 2010                       | 15     | 25.480.000 đồng           | 75.000 đồng     | Trước khi chấp nhận, trên màn hình còn lại 4 giá trị: 75.000 đồng, 100.000 đồng, 1.000.000 đồng, 100.000.000 đồng. Sau khi loại bỏ giá trị 1.000.000 đồng, ngân hàng chào giá cho thí sinh này 25.480.000 đồng. Mức chào giá cuối cùng nếu chưa chấp nhận là 48.520.000 đồng.                                     |
| Diễn viên Lý Hùng  | 19 tháng 7 năm 2015                 | 8      | 19.900.000 đồng           | 5.000 đồng      | Số tiền này là mức giá cuối cùng mà ngân hàng chào giá. |
| Nguyễn Thị Yến     | 2 tháng 8 năm 2015                  | 8      | 17.970.000 đồng           | 250.000 đồng    | Thí sinh này đã dựa vào xác suất để chọn phương án an toàn là chấp nhận, khi chỉ còn 3 giá trị: 75.000 đồng, 250.000 đồng, 100.000.000 đồng. Mức chào giá cuối cùng nếu chưa chấp nhận là 45.720.000 đồng. |
| Bảo Châu           | 3 tháng 1 năm 2016                  | 24     | 14.200.000 đồng           | 1.500.000 đồng  | Thí sinh này đã chấp nhận mức chào giá đó khi chỉ còn 4 giá trị: 75.000 đồng, 500.000 đồng, 1.500.000 đồng, 100.000.000 đồng. Mức chào giá cuối cùng nếu chưa chấp nhận là 38.200.000 đồng. |
| Trung Hiếu         | 10 tháng 4 năm 2016                 | 5      | 15.900.000 đồng           | 10.000.000 đồng | Trước khi chấp nhận, trên màn hình còn 3 giá trị: 1.000.000 đồng, 10.000.000 đồng, 100.000.000 đồng. Sau khi ngân hàng chào giá 15.900.000 đồng, thí sinh này đã nghe lời người hỗ trợ và chấp nhận. Mức chào giá cuối cùng nếu chưa chấp nhận là 37.900.000 đồng.                                                |
| Huy Thiện          | 9 tháng 7 năm 2017                  | 9      | 18.500.000 đồng           | 1.250.000 đồng  | Thí sinh này đã chấp nhận mức chào giá đó khi chỉ còn 3 giá trị: 1.000 đồng, 1.250.000 đồng, 100.000.000 đồng. Mức chào giá cuối cùng nếu chưa chấp nhận là 30.450.000 đông. |
| Diên viên Xuân Văn | 24 tháng 9 năm 2017 - Tập cuối cùng | 24     | 20.030.000 đồng           | 10.000 đồng     | Thí sinh này đã chấp nhận mức chào giá đó khi chỉ còn 3 giá trị: 10.000 đồng, 50.000 đồng, 100.000.000 đồng. Mức chào giá cuối cùng nếu chưa chấp nhận là 38.600.000 đồng. Cô cũng là thí sinh cuối cùng trong lịch sử của chương trình.                                                                          |

## Các phiên bản khác
Nam 2006, công ty Kiết Tường đã phối hợp với Đài Phát thanh – Truyền hình Hà Nội để sản xuất chương trình Những ẩn số vàng, phiên bản của Đi tìm ẩn số dành cho khán giả miền Bắc. Được thực hiện dựa trên định dạng của Hoa Kỳ, nhưng Những ẩn số vàng chỉ có 20 chiếc cặp với giá trị giải thưởng cao nhất là 50.000.000 đồng. Chương trình được phát sóng vào lúc 20:00 chủ nhật hàng tuần trên kênh của Đài Phát thanh - Truyền hình Hà Nội từ ngày 3 tháng 9 năm 2006 đến ngày 7 tháng 9 năm 2008, với người dẫn chương trình xuyên suốt là NSƯT Chí Trung.

## Nhà tài trợ
- 19 tháng 6 năm 2005 – 11 tháng 6 năm 2006: Băng vệ sinh Diana
- 3 tháng 9 năm 2006 – 22 tháng 2 năm 2009: Ngân hàng thương mại Cổ phần Gia Định
- 6 tháng 6 năm 2010 – 4 tháng 3 năm 2012: Kem đánh răng Doreen
- 11 tháng 3 năm 2012 – 17 tháng 6 năm 2012: Dầu gội Ramus
- 1 tháng 7 năm 2012 – 1 tháng 9 năm 2013: Bột giặt Aba

## Phát sóng

### Tạm ngừng phát sóng
Đi tìm ẩn số đã có một số lần phải tạm ngừng phát sóng theo kế hoạch do trùng với các sự kiện đặc biệt và đã được phát sóng trở lại vào 7 ngày sau đó. Cụ thể:
- 25/11/2005 và 04/12/2005, để phục vụ phát sóng các chương trình trong thời gian diễn ra SEA Games 23.
- 15/06/2008, do trùng vào dịp Quốc tang cựu Thủ tướng Võ Văn Kiệt.
- 11/09/2011, do trùng vào dịp Quốc tang cựu chủ tịch nước Võ Chí Công.
- 13/10/2013, do trùng vào dịp Quốc tang Đại tướng Võ Nguyên Giáp.
- 04/12/2016, do trùng vào dịp Quốc tang Nguyên Chủ tịch nước Cuba Fidel Castro.